# Glaphyridae
Glaphyridae zijn een familie van insecten die behoort tot de orde der kevers (Coleoptera). 

## Taxonomie
De volgende taxa zijn bij de familie ingedeeld:
- Onderfamilie Glaphyrinae MacLeay, 1819
- Onderfamilie Amphicominae Blanchard, 1845
- Onderfamilie   † Cretoglaphyrinae Nikolajev, 2005